# تارا بريا
تارا بريا (بالإنجليزية: Tara Priya)‏ هي مغنية مؤلفة ومغنية أمريكية، ولدت في 3 ديسمبر 1989.

## وصلات خارجية
- الموقع الرسمي
- تارا بريا على موقع ميوزك برينز (الإنجليزية)
- تارا بريا على موقع ديسكوغز (الإنجليزية)